# Municipio de Summit (condado de Lake)
El municipio de Summit (en inglés: Summit Township) es un municipio ubicado en el condado de Lake en el estado estadounidense de Dakota del Sur. En el año 2010 tenía una población de 166 habitantes y una densidad poblacional de 1,8 personas por km².

## Geografía
El municipio de Summit se encuentra ubicado en las coordenadas 44°8′46″N 96°57′38″O / 44.14611, -96.96056. Según la Oficina del Censo de los Estados Unidos, el municipio tiene una superficie total de 92.37 km², de la cual 90,56 km² corresponden a tierra firme y (1,97 %) 1,82 km² es agua.

## Demografía
Según el censo de 2010, había 166 personas residiendo en el municipio de Summit. La densidad de población era de 1,8 hab./km². De los 166 habitantes, el municipio de Summit estaba compuesto por el 96,99 % blancos, el 1,81 % eran amerindios y el 1,2 % eran de una mezcla de razas. Del total de la población el 0 % eran hispanos o latinos de cualquier raza.